# Mimallygus lacteinervis
Mimallygus lacteinervis är en insektsart som beskrevs av Carl Ludwig Kirschbaum 1868. Mimallygus lacteinervis ingår i släktet Mimallygus och familjen dvärgstritar. Inga underarter finns listade i Catalogue of Life.